# Чарна (Дембицький повіт)
Чарна (пол. Czarna) — село в Польщі, у гміні Чорна Дембицького повіту Підкарпатського воєводства.
Населення — 2656 осіб (2011).
У 1975-1998 роках село належало до Тарновського воєводства.

## Демографія
Демографічна структура станом на 31 березня 2011 року:
|          | Загалом | Допрацездатний вік | Працездатний вік | Постпрацездатний вік |
| -------- | ------- | ------------------ | ---------------- | -------------------- |
| Чоловіки | 1311    | 309                | 872              | 130                  |
| Жінки    | 1345    | 280                | 828              | 237                  |
| Разом    | 2656    | 589                | 1700             | 367                  |